# ФК „Балкан - Варвара“
ФК "Балкан е български футболен отбор от село Варвара, община Септември. Основан е през 1952 година.
Носил е имената: Урожай и Никола Марков (името Балкан носи от 1980 година)
Играе на стадион „Свети Георги“ в село Варвара, община Септември. Стадионът е открит официално на 7 август 1976 година с мача Никола Марков (Варвара) - Петър Зарчев (Ветрен) 5:0. Има стълбове за осветление, радиоуредба, съблекални, пейки, лекоатлетическа писта.
Известни играчи: Васил Гешев, Стефан Пенев, Георги Атанасов-Калафара, Иван и Красимир Папазови, Лазар Димитров.

## Настоящ състав сезон 2009/2010
| номер | име                       | дата на раждане | място на раждане |
| ----- | ------------------------- | --------------- | ---------------- |
| 1.    | Атанас Стоянов Георгиев   | 18.11.1986      | Пазарджик        |
| 2.    | Веселин Валентинов Чампов | 18.7.1987       | Велинград        |
| 3.    | Георги Георгиев           | 20.12.1992      | Варвара          |
| 4.    | Георги Лазаров Лазаров    | 11.06.1974      | Пазарджик        |
| 5.    | Димитър Атанасов Пашев    | 09.11.1981      | Пазарджик        |
| 6.    | Заприн Спасов Голачки     | 17.5.1991       | Варвара          |
| 7.    | Запрян Шкодров            | 22.09.1974      | Пазарджик        |
| 8.    | Златан Петров Торбанов    | 12.5.1988       | Звъничево        |
| 9.    | Иван Благоев Ранчев       | 28.02.1980      | Стамболийски     |
| 10.   | Иван Кръстев Попов        | 20.12.1979      | Пазарджик        |
| 11.   | Йордан Методиев Чолов     | 18.08.1984      | Пазарджик        |
| 12.   | Красимир Захариев         | 16 януари 1985  | Пазарджик        |
| 13.   | Михаил Иванов Риков       | 24.09.1989      | Пазарджик        |
| 14.   | Младен Хаджийски          | 27.06. 1987     | Пловдив          |
| 15.   | Николай Василев Василев   | 17.6.1988       | Варвара          |
| 16.   | Николай Георгиев Василев  | 21.7.1987       | Варвара          |
| 17.   | Николай Георгиев Георгиев | 25.8.1991       | Варвара          |
| 18.   | Петър Василев Добрев      | 07.6.1985       | Варвара          |
| 19.   | Петър Георгиев Георгиев   | 22.9.1973       | Ветрен дол       |
| 20.   | Петър Станков             | 24 януари 1979  | Пловдив          |
| 21.   | Стефан Василев Гешев      | 30.5.1980       | Пазарджик        |
| 22.   | Цветан Георгиев Панайотов | 24.02.1989      | Пазарджик        |

Спечелен мач бараж за влизане в югозападна В група. 8.06.2013 г.
Първо място в А ОФГ Пазарджик През сезон 2012/2013
Първо място в А ОФГ Пазарджик През сезон 2011/2012
сезон 2010/2011 – А ОФГ Пазарджик
3 място Балкан (Варвара)
сезон 2009/2010 – А ОФГ Пазарджик
4 място Балкан (Варвара)
сезон 2008/09 – А ОФГ Пазарджик
11.място Балкан (Варвара)
сезон 2007/08 – А ОФГ Пазарджик
10.място Балкан (Варвара)
сезон 2006/07 – Б ОФГ Юг Пазарджик
1.място Балкан (Варвара)
сезон 2005/06 – Б ОФГ Пазарджик
3.място Балкан (Варвара)
сезон 2004/05 – Б ОФГ Пазарджик
8.място Балкан (Варвара)
сезон 2003/04 – Б ОФГ Пазарджик
5.място Балкан (Варвара)
Известни играчи: Васил Гешев, Георги Атанасов, Иван Папазов
Красимир Папазов, Лазар Димитров, Стефан Пенев, Димитър Юруков,
Ангел Гешев, Георги Василев, Никола Танев, Иван Юруков, Петър Богданов,
Николай Василев, Стефан Гешев, Кирил Атанасов, Стефан Добрев,
Васил Пандуров, Заприн Голачки, Лазар Голачки, Петър Георгиев(Вятъра),
Георги Георгиев(Острия), Златан Торбанов, Борислав Петров,
Атанас Трендафилов, Димитър Стоянов(Кежмана), Ангел Юруков,
Димитър Гегов, Петър Стоичков(Рускнака), Станислав Щерев(Иларио) Васил Геров, Димитър Дечев, Илиян Панчев, Красимир Захариев(Мемето), Янко Ангелов, Стефан Иванов, и др
снован: 1952 година.
Стари имена: Урожай, Никола Марков (името Балкан носи от 1980 година)
Стадион: „Свети Георги“ в село Варвара, община Септември, открит официално на 7 август 1976 година с мача Никола Марков (Варвара) – Петър Зарчев (Ветрен) 5:0. Има стълбове за осветление, радиоуредба,
съблекални, пейки, лекоатлетическа писта.
Президент: Васил Гешев
Ст.треньор: Георги Василев
Спортно технически директор: Стефан Гешев
Състав сезон 2012/2013
Вратари: 1. Петър Стоичков. 20. Георги Иванчев, Стефан Иванов,
Футболисти: 7. Атанас Трендафилов, 10. Кирил Атанасов (Калафара),
16. Димитър Гегов, Георги Лазаров (Геш), Златан Торбанов,14. Васил Геров, Петър Янков, 13. Димитър Стоянов (Кежмана), 8. Заприн Голачки,17. Димитър Дечев,15. Илиян Панчев, 4. Красимир Захариев (Мемето), Красимир Василев, 11. Веселин Банчев, 6. Борислав Петров.